# هداب
هَدَّاب (الاسم العلمي: Parnassius)، جنس من الفراشات القطبية الشمالية والجبلية (جبال الألب والهملايا) المعروفة عادةً باسم أبولوس أو أبولوس الثلج. يمكن أن تختلف في اللون والشكل بشكل كبير بناءً على الارتفاعات التي توجد فيها. كما أنها تظهر تكيفًا مع الارتفاعات العالية تسمى سَفَع المرتفعات. تظهر أجسامًا داكنة وألوانًا داكنة في قاعدة الأجنحة مما يساعدها على الدفء بشكل أسرع باستخدام الشمس.